# Xysticus robustus
Xysticus robustus là một loài nhện trong họ Thomisidae.
Loài này thuộc chi Xysticus. Xysticus robustus được Carl Wilhelm Hahn miêu tả năm 1832.

## Hình ảnh

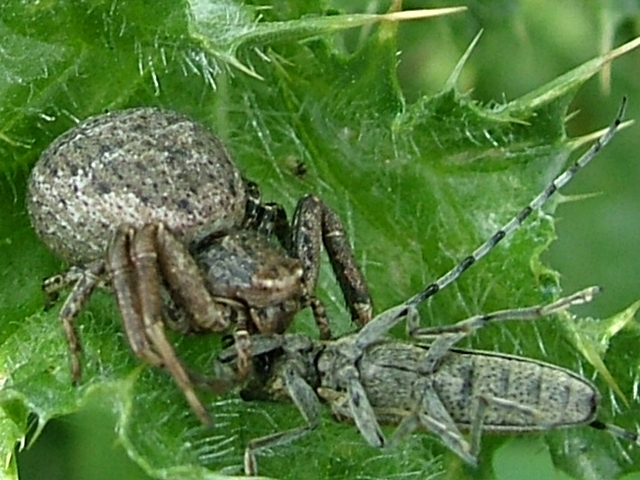
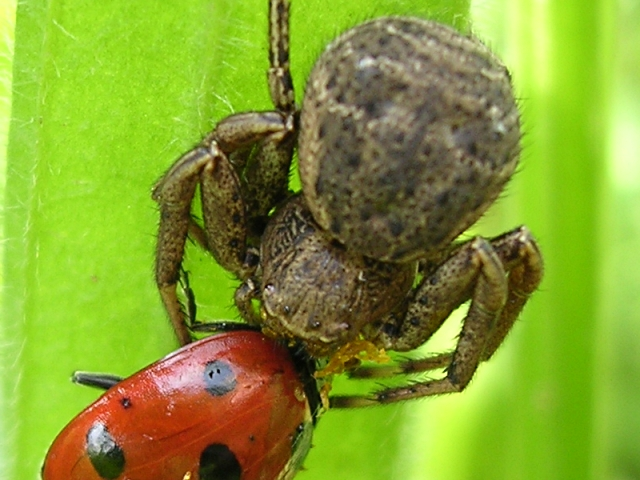
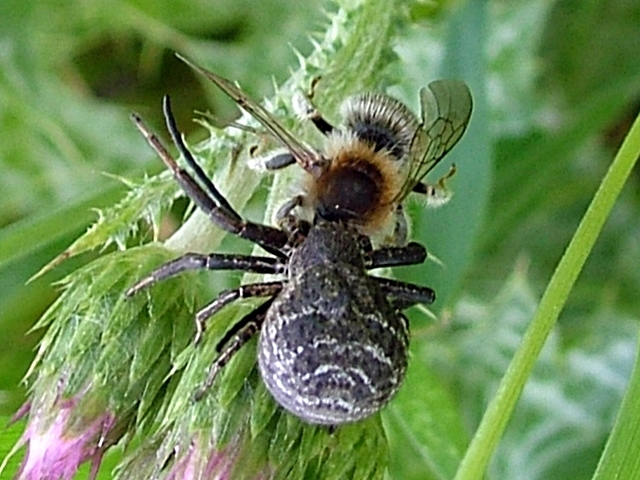